# Plouha
Plouha é uma comuna francesa na região administrativa da Bretanha, no departamento Côtes-d'Armor. Estende-se por uma área de 39,97 km². Em 2010 a comuna tinha 4 610 habitantes (densidade: 115,3 hab./km²).

## Geografia

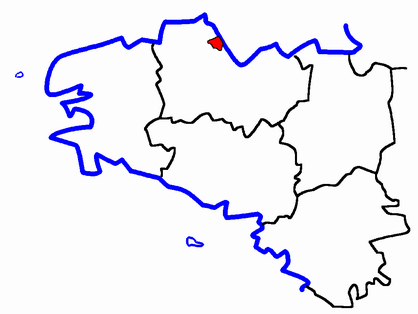
Localização de Plouha.

O centro de Plouha situa-se a 3 km do mar, e suas falésias se situam a oeste da baía de Saint-Brieuc, lembrando a costa da Irlanda.
A ponta de Plouha culmina a 104 metros do nível do mar, sendo a falésia mais alta da costa da Bretanha. Tais falésias são bastante visitadas pelos turistas e pelos próprios bretãos.

## Localização

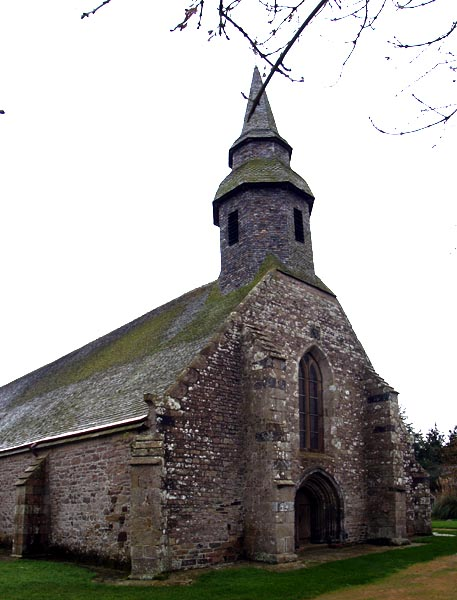
Capela de Kermaria an Iskuit

A comuna se situa entre Saint-Quay-Portrieux e Paimpol, a 27 km de Saint-Brieuc, 120 km de Rennes e a 450 km de Paris.

## Comunas limitrofes

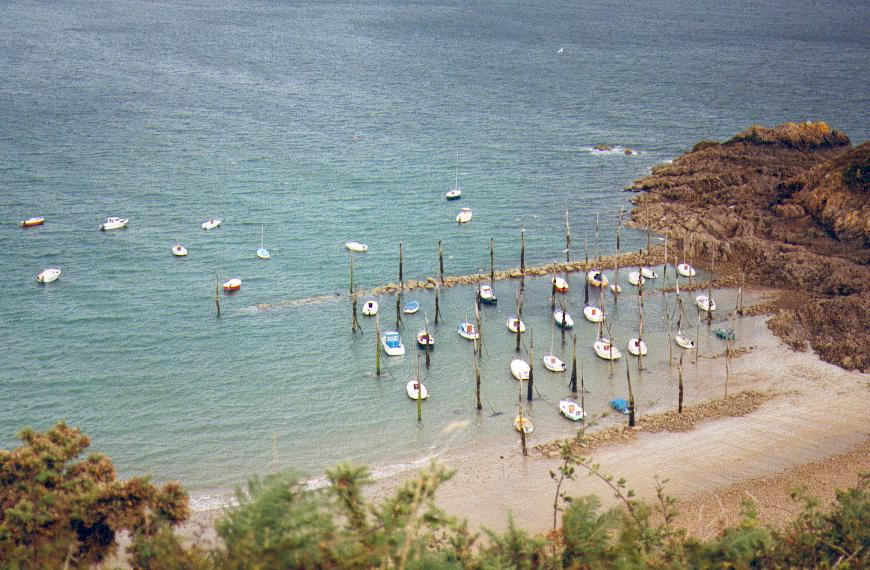
O porto de Gwin Zegal

| - a 12 km : Bringolo - a 12 km : Trégomeur - a 11 km : Le Faouët - a 11 km : Yvias - a 10 km : Gommenec'h - a 10 km : Goudelin - a 10 km : Kerfot - a 10 km : Trévérec | - a 9 km : Etables-sur-Mer - a 9 km : Lanleff - a 8 km : Lantic - a 8 km : Tréguidel - a 8 km : Tressignaux - a 7 km : Tréméven - a 7 km : Saint-Quay-Portrieux - a 6 km : Lannebert | - a 4 km : Pludual - a 4 km : Tréveneuc - a 5 km : Lanloup - a 5 km : Pléguien - a 6 km : Pléhédel - a 6 km : Plourhan - a 9 km : Plouézec |  |

## Demografia
O crescimento demografico da comuna foi de 0.52 % em 10 anos. INSEE, 2004
| Estrutura da populaçao | Plouha | Média nacional |
| ---------------------- | ------ | -------------- |
| Homens                 | 45,9%  | 48,6%          |
| Mulheres               | 54,1%  | 51,4%          |

| Pirâmide etaria | Plouha | Média nacional |
| --------------- | ------ | -------------- |
| Mais de 75 anos | 16,5 % | 7,7 %          |
| 60 - 74 anos    | 26,8 % | 13,6 %         |
| 40 - 59 anos    | 22,6 % | 26 %           |
| 20 - 39 anos    | 17,1 % | 28,1 %         |
| 0 - 19 anos     | 16,9 % | 24,6 %         |

| 1962  | 1968  | 1975  | 1982  | 1990  | 1999  | 2004  | 2007  |  |
| ----- | ----- | ----- | ----- | ----- | ----- | ----- | ----- |  |
| 4 227 | 4 296 | 4 195 | 4 248 | 4 197 | 4 397 | 4 425 | 4 535 |  |